# Gleisbremse
Gleisbremsen sind Rangiertechnische Einrichtungen (RTE) in Gleisen auf Rangierbahnhöfen. Sie reduzieren die kinetische Energie der den Ablaufberg herablaufenden Wagen. Es gibt Energieumwandlungen durch Stöße, Reibung und elektrodynamische Wirkprinzipien an den Radsätzen bzw. Puffern. Die Arten werden nach Funktion und Wirkprinzip unterschieden.

## Bauformen der Gleisbremsen
Im Merkheft Rangiertechnische Einrichtung des EBA Ref. 32 / 3010 05 00 vom 1. Oktober 2003 sind die Gleisbremsen nach Bauformen eingeteilt in: 

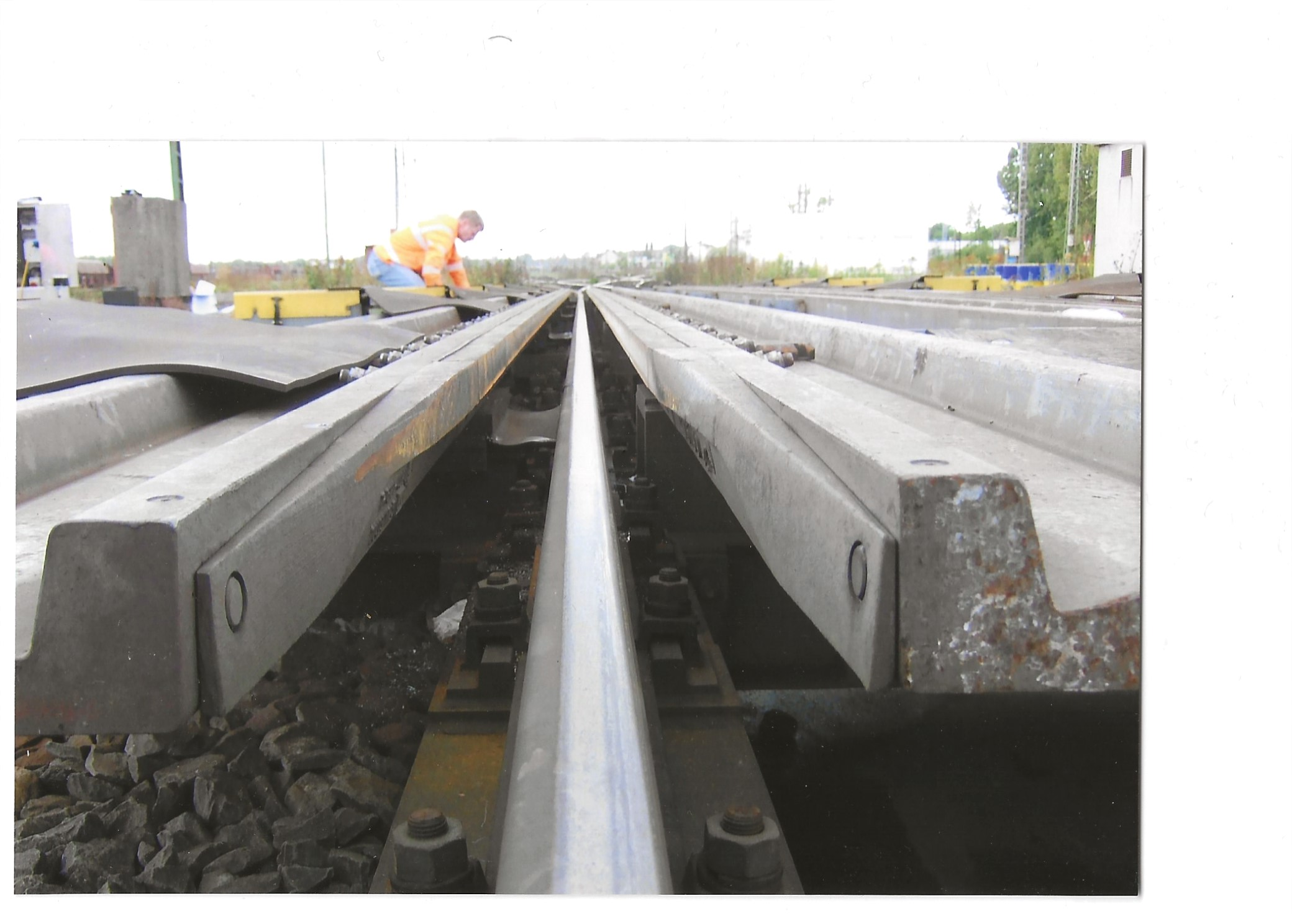
Gleisbreme mit Bremsbalken und Schiene, geöffnet

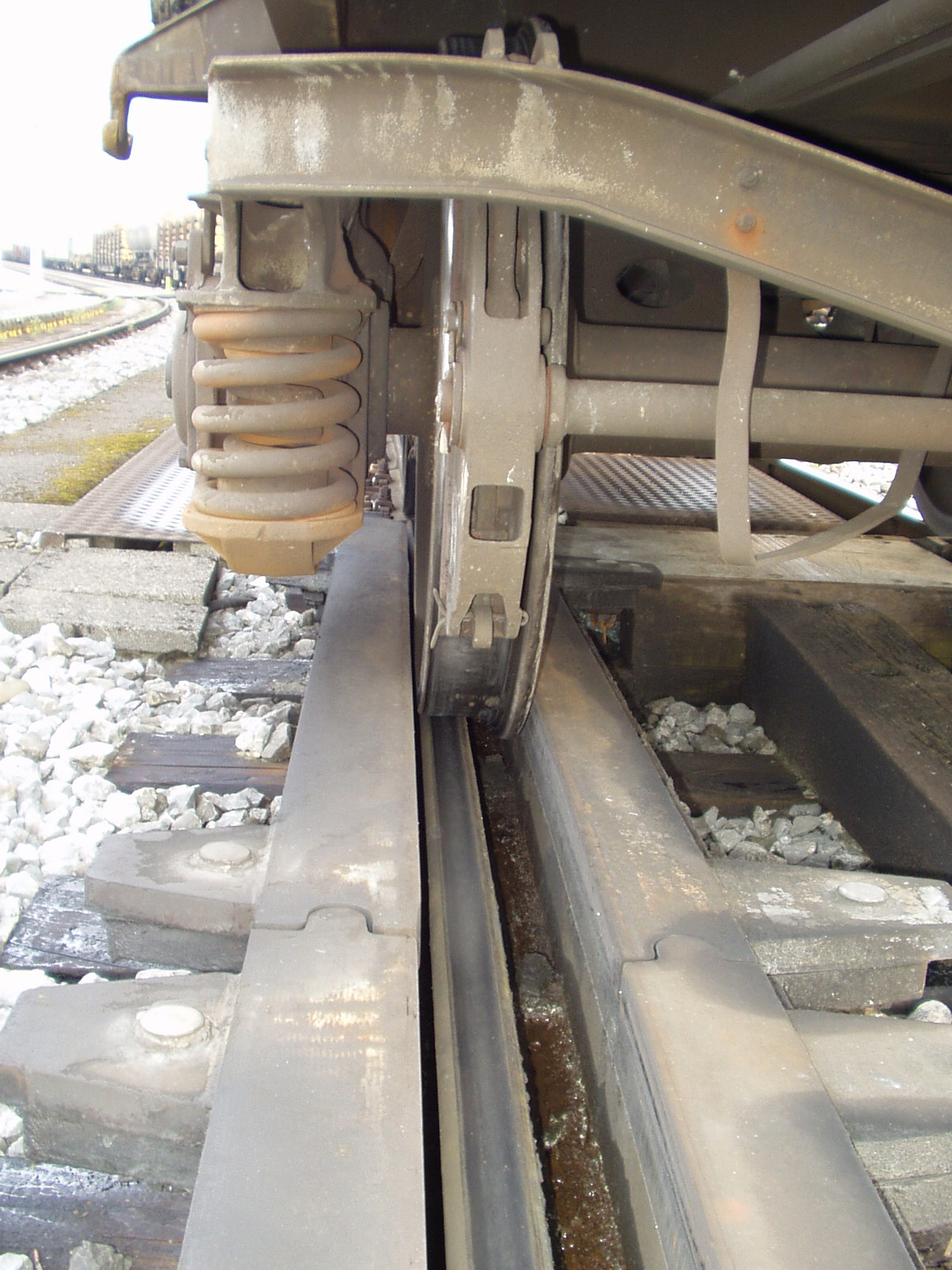
Balkengleisbremse mit ablaufendem Wagenrad, geschlossen

- Zweiseitige und Einseitige Balkengleisbremsen
- Elektrodynamische Gleisbremsen
- Gummigleisbremsen
- Schraubengleisbremsen
- Bremselemente (Retarder)

Im weiteren Sinne gehören seit 2015 die Förderanlagen auch zu den Gleisbremsen. Sie können ablaufende Wagen in der Ablaufgeschwindigkeit kontinuierlich zur „Stehenden Wagensäule“ abbremsend regulieren und auch beschleunigen.

## Übersicht
Funktion
- Bergbremsen
- Talbremsen (TB)
- Richtungsgleisbremse (RGB)
- Gefälleausgleichbremse (GAB)
- Waggonhaltebremsen
- versenkbarer und sich aufrichtender Prellbock

Wirkprinzipien
- Hydraulische Gleisbremsen
- Pneumatische Gleisbremsen
- Elektrodynamische Gleisbremsen[2] (EDG)
- Bremsen durch Auflegen von Hemmschuhen mit mechanischen Auswurf
- Bremsen durch Auflegen des Hemmschuhs

## Unterscheidung nach Funktion und Lage im System
Bergbremsen und Rampenbremsen sorgen bei großen Rangierbahnhöfen (meistens bei mehr als etwa 40 bis 48 Richtungsgleisen, in Anlagen mit russischer Rangiertechnik jedoch oft auch bei weniger Richtungsgleisen) nach erfolgter Geschwindigkeitsmessung für eine Vorabbremsung, damit die Talbremsen ihre Funktion erfüllen können. Sie stellen auch eine Bremskraftreserve beim Ablauf von schweren Wagengruppenabläufen dar.
Talbremsen verzögern Wagen vor einer Richtungsgleisgruppe, so dass der Abstand zum vorherlaufenden Wagen groß genug bleibt, damit die Weichen in der Lücke umgestellt werden können. Eine Talbremse versorgt etwa 6 bis 12 (in Europa meistens 8) anschließende Richtungsgleise.
Richtungsgleisbremsen dienen zur Regelung der Geschwindigkeit in das Richtungsgleis, je nach Füllstand der Wagen im Richtungsgleis um die definierte Auflaufgeschwindigkeit zu gewähren.
Gefälleausgleichsbremsen sind Bremsen, die die Auflaufgeschwindigkeit von Wagen im Gefälle regulieren sollen. Sie sind speziell in Gefällebahnhöfen mit geneigten Richtungsgleisen oder bei Flachbahnhöfen mit Ausrollanlage eingebaut.
Staffelgleisbremsen oder Gleisbremsstaffeln sind lediglich Anordnungen von mehren Gleisbremsen die dicht hintereinander geschaltet sind.

## Unterscheidung nach Bauart

### Tal- und Rampenbremsen
Hemmschuhauswurfbremsen (nach dem früher wichtigsten Hersteller auch Büssingbremsen genannt) sind keine eigentlichen Gleisbremsen, sondern beenden das Abbremsen eines Wagens, indem der unterliegende Hemmschuh durch eine weichenähnliche Konstruktion seitlich in einen Fangkasten geworfen wird. Der Einsatz erfolgt in verschiedenen Ablaufbereichen.
Kipphebelhemmschuheinrichtung sind seltene Einsatzfälle von Hemmschuhen, die Einrichtung klappt, über einen Kontakt gesteuert, im Havariefall durch ungewolltes Losbrechen einer Wagensäule oder eines Einzelwagens einen Hemmschuh auf die Schiene. (Das FEW hat diese Sicherheitsbremse produziert)

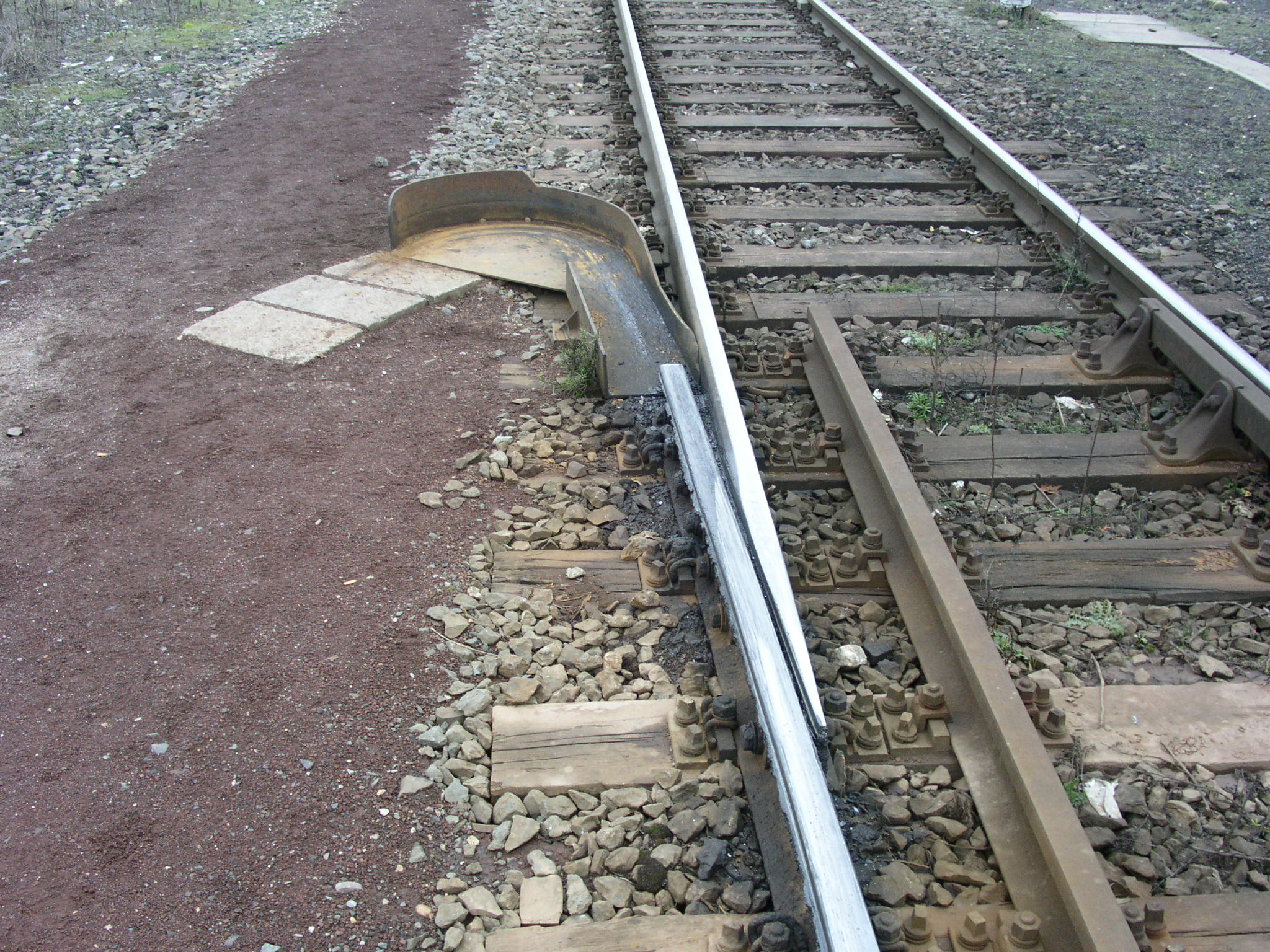
Hemmschuhauswurf
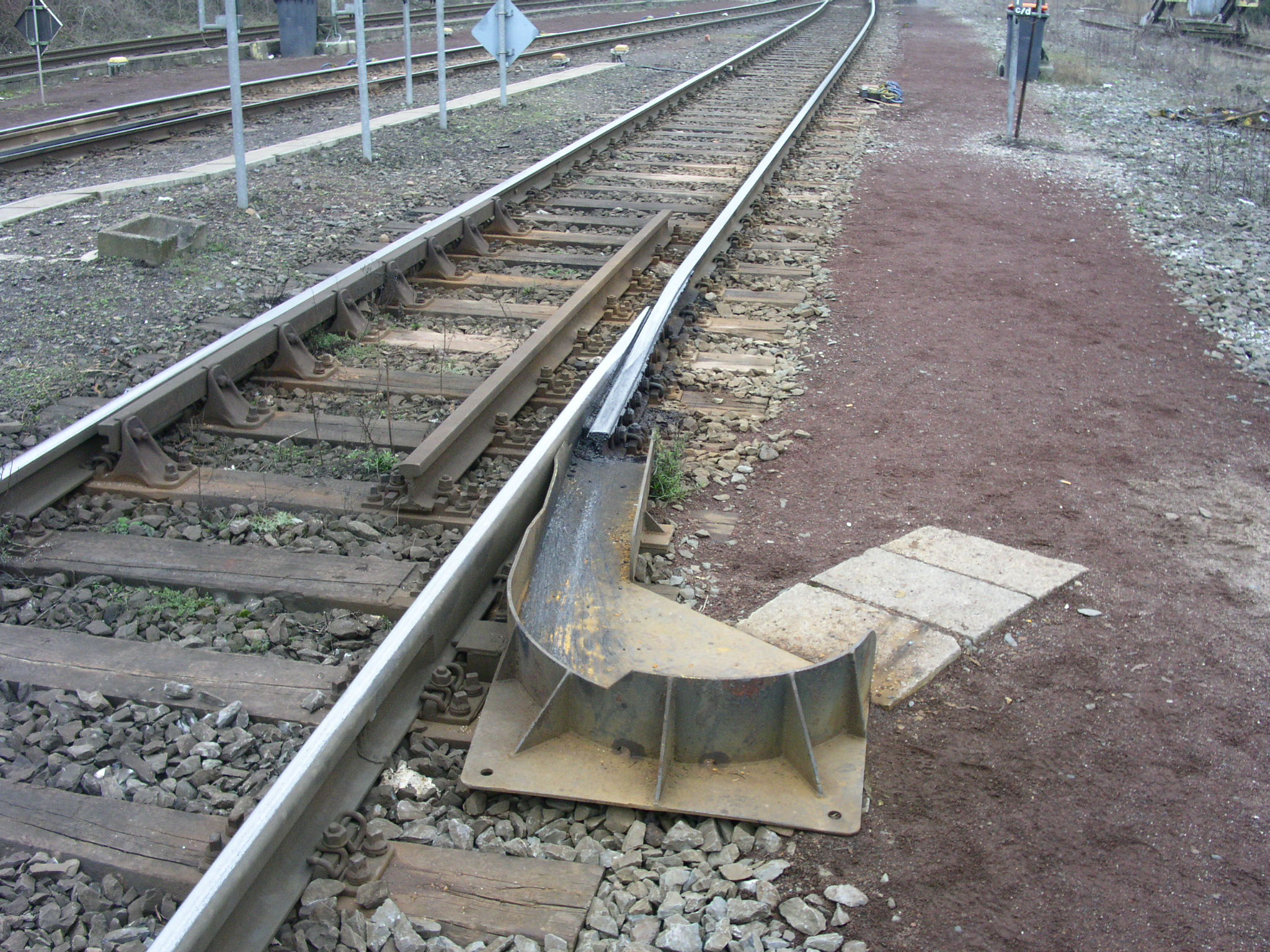
Hemmschuhauswurf
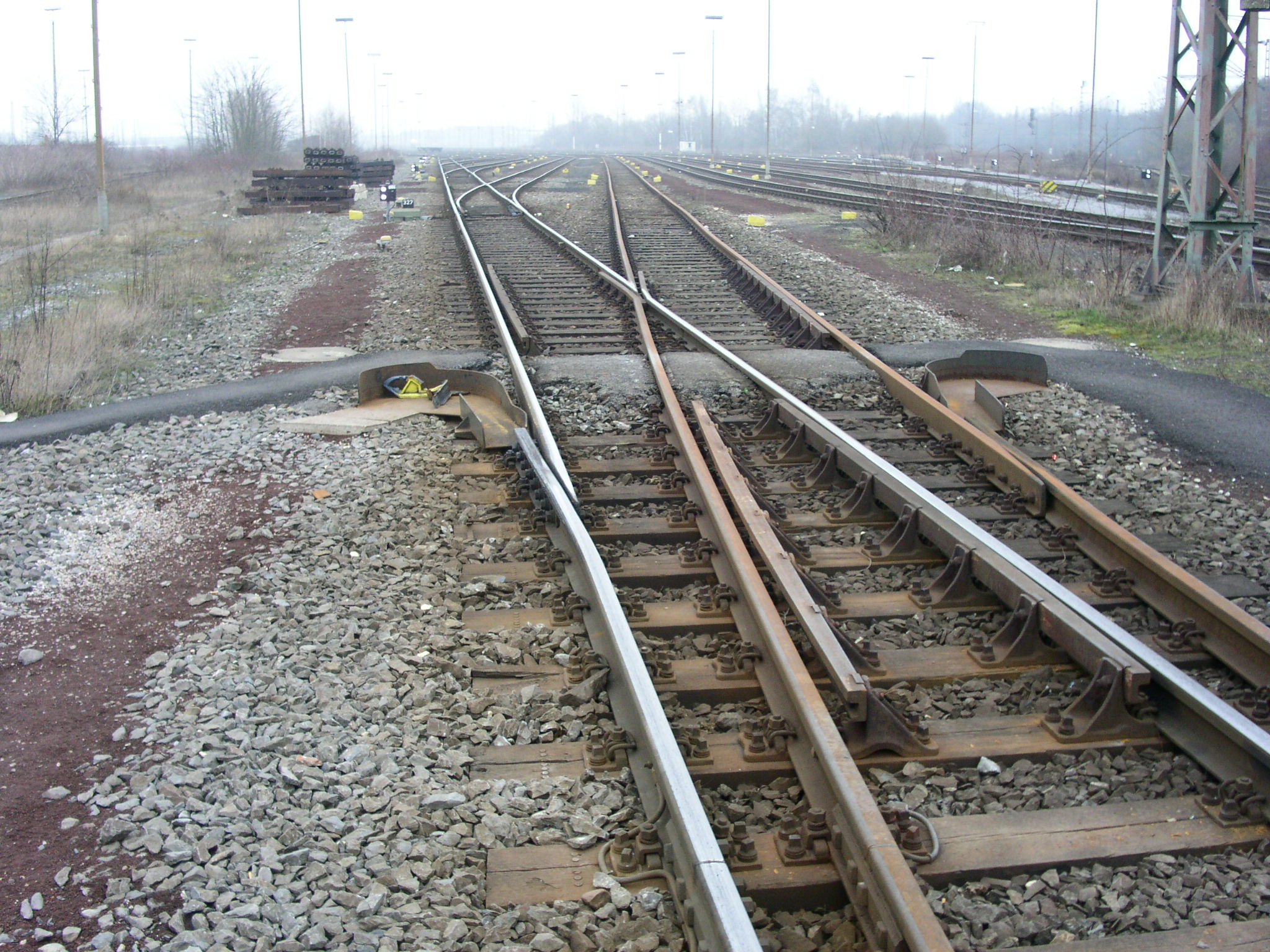
Hemmschuhauswurf
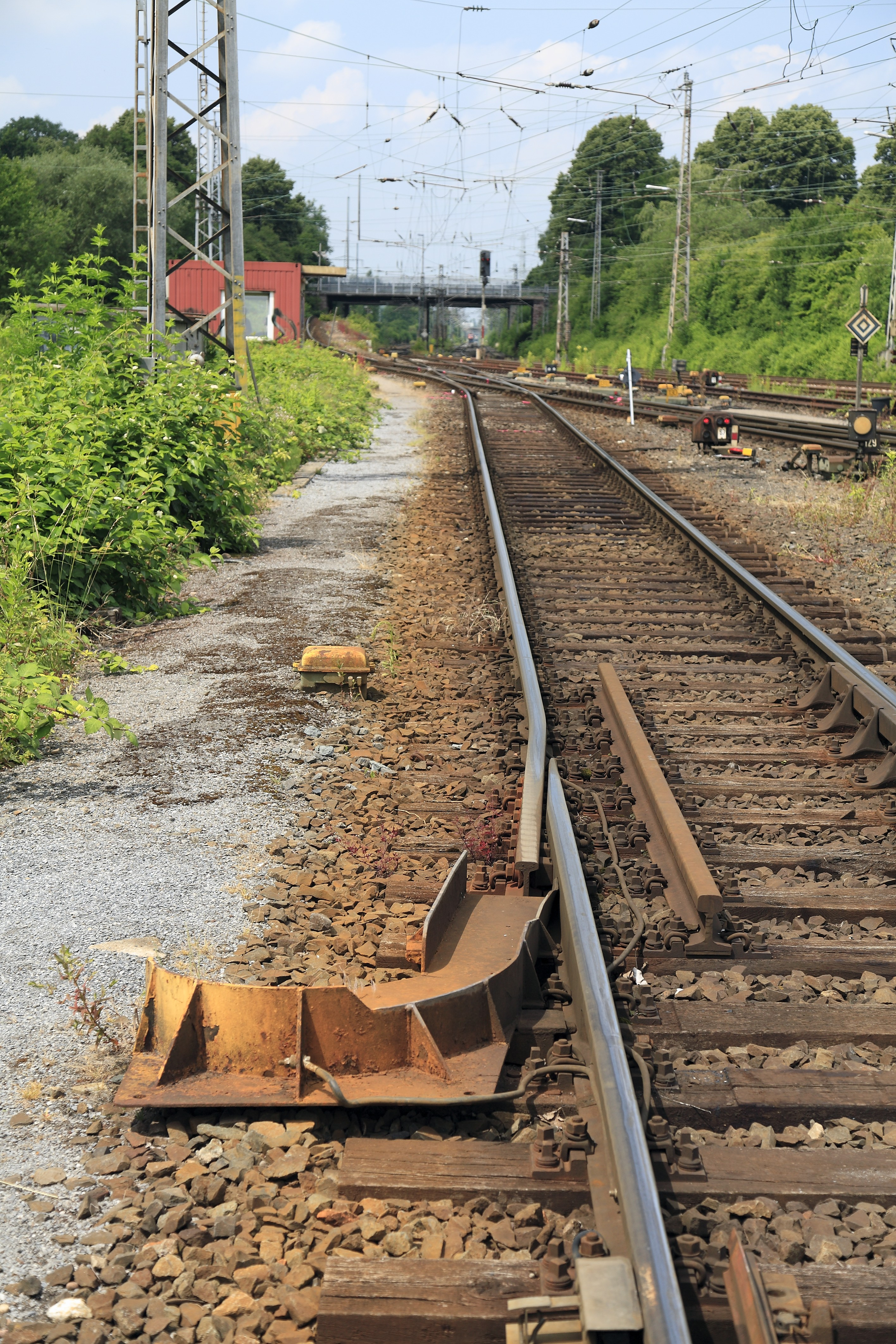
Hemmschuhauswurfvorrichtung

- Hemmschuhauswurf
- Hemmschuhauswurf
- Hemmschuhauswurf
- Hemmschuhauswurfvorrichtung

### Balkengleisbremsen
Balkengleisbremsen verzögern die Wagenablaufgeschwindigkeit, indem Bremsbalken mit Verschleißbremsleisten seitlich gegen die Radreifen gepresst werden. Man unterscheidet nach Antriebsart:
- hydraulisch: z. B. Systeme
  - Saxby mit Balken an nur einer Schiene des Gleises oder
  - Frölich-Thyssen mit beidseitigen Balken; sowie
- pneumatisch: z. B. Systeme Westinghouse oder Kompass
- elektrisch: z. B. Elektrodynamische Gleisbremse Bauart FEW, Wuppertal

Weiterhin unterteilt man Balkengleisbremsen in Zwei- und Dreikraftbremsen. Während die Bremsleisten von Zweikraftbremsen nur von beiden Seiten gegen die Räder gedrückt werden, wird bei Dreikraftbremsen zusätzlich das Gewicht der Wagen ausgenutzt. Dabei läuft der Spurkranz oder die Außenseite des Rades auf ein Bremselement. Durch das Wagengewicht, welches eine vertikale Kraft ausübt, ist die Bremswirkung der Bremsbalken dem Wagengewicht proportional. In einigen Ländern ist nur ein System und in anderen Ländern sind verschiedene Systeme in Gebrauch.
Bei manchen Bremsen können die Bremsträger mit den Bremsleisten für die Überfahrt von Triebfahrzeugen abgesenkt werden (Lokfahrstellung).

### Elektrodynamische Gleisbremse

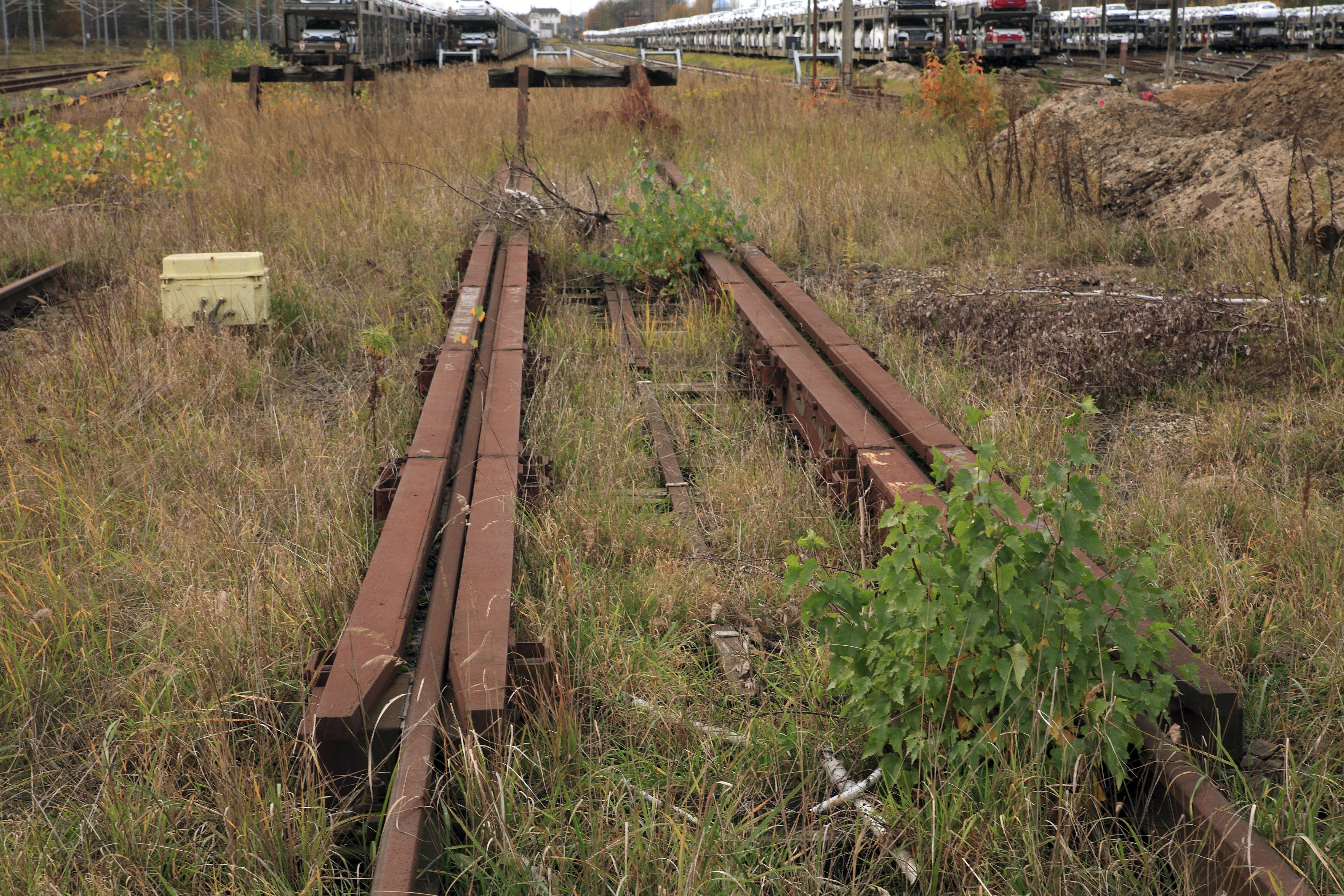
Elektrodynamische Gleisbremse Bauart Obw Leipzig

Es sind stationär im Gleis eingebaute Wirbelstromgleisbremsen.
- Bauart Obw Leipzig
- Bauart FEW
- Signalwerk Wuppertal

### Gummigleisbremsen
Es gibt absenkbare und nichtabsenkbare Gummigleisbremsen. 

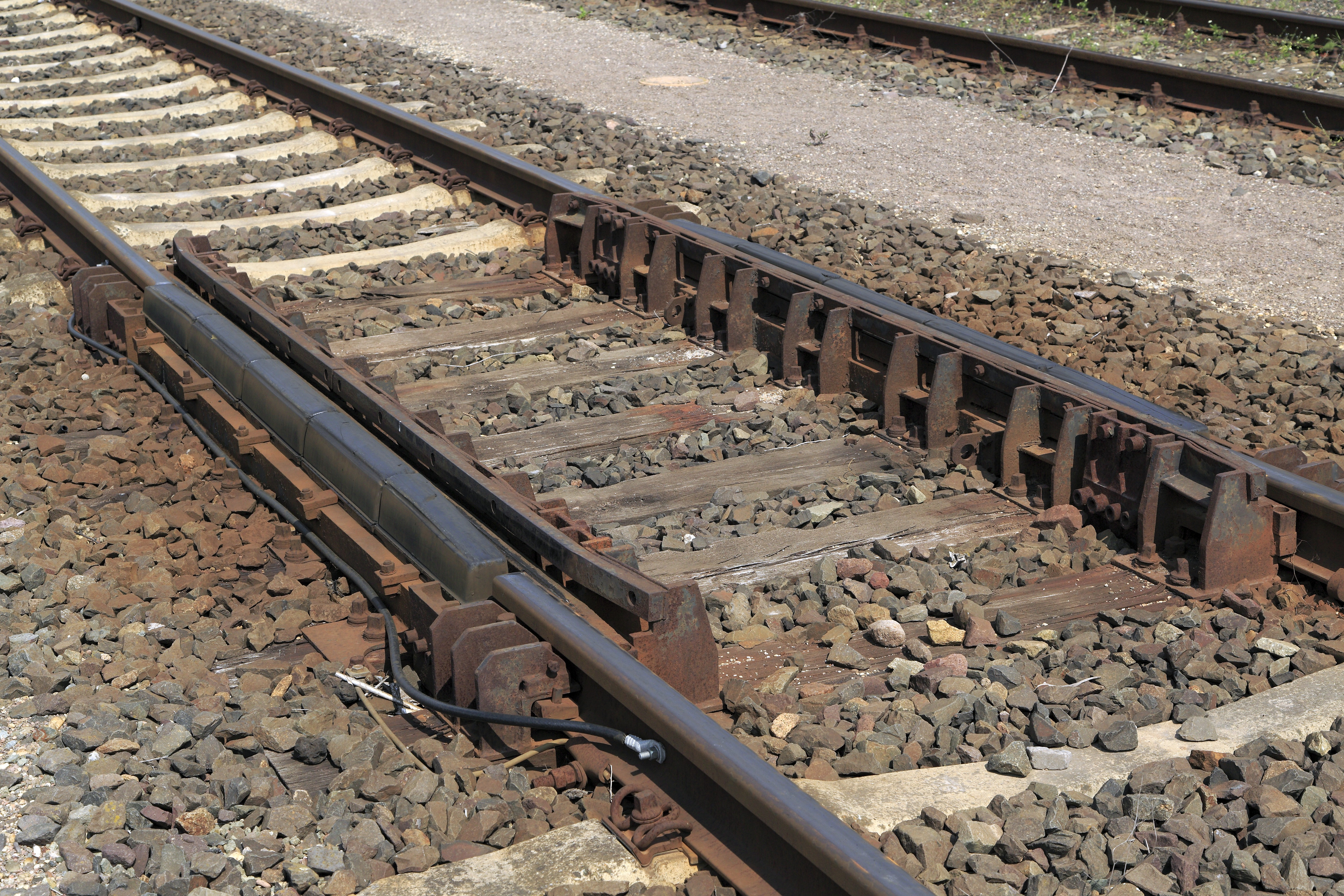
FEW-Gummigleisbremse

- Absenkbare Gummigleisbremsen lassen in Bremsstellung die ablaufenden Wagen über Gummikörper rollen, die durch Walkarbeit am Wagenrad die kinetische Energie der Wagen reduzieren/absorbieren. In Lösestellung durchläuft der Wagen ungebremst die Gleisbremse, die Gummibalken bleiben versenkt und sind unwirksam. Die Gummigleisbremse muss gesteuert werden.
- Nichtabsenkbare Gummigleisbremse FEW (Blankenburg (Harz)), bei ihr ist das Schienenprofil beidseitig durch je ein Walkgummielement ersetzt. Geführt werden die Radsätze durch Radlenker an den Rückflächen. Sie wird jedoch nur als Gefälleausgleichsbremse eingesetzt. Die Gummigleisbremse muss nicht gesteuert werden. Das Überfahren der FEW-Gummigleisbremse mit der gekuppelten Zugeinheit führt zu überhöhten Erwärmung der Gummielemente.

### Gefälleausgleichsbremsen

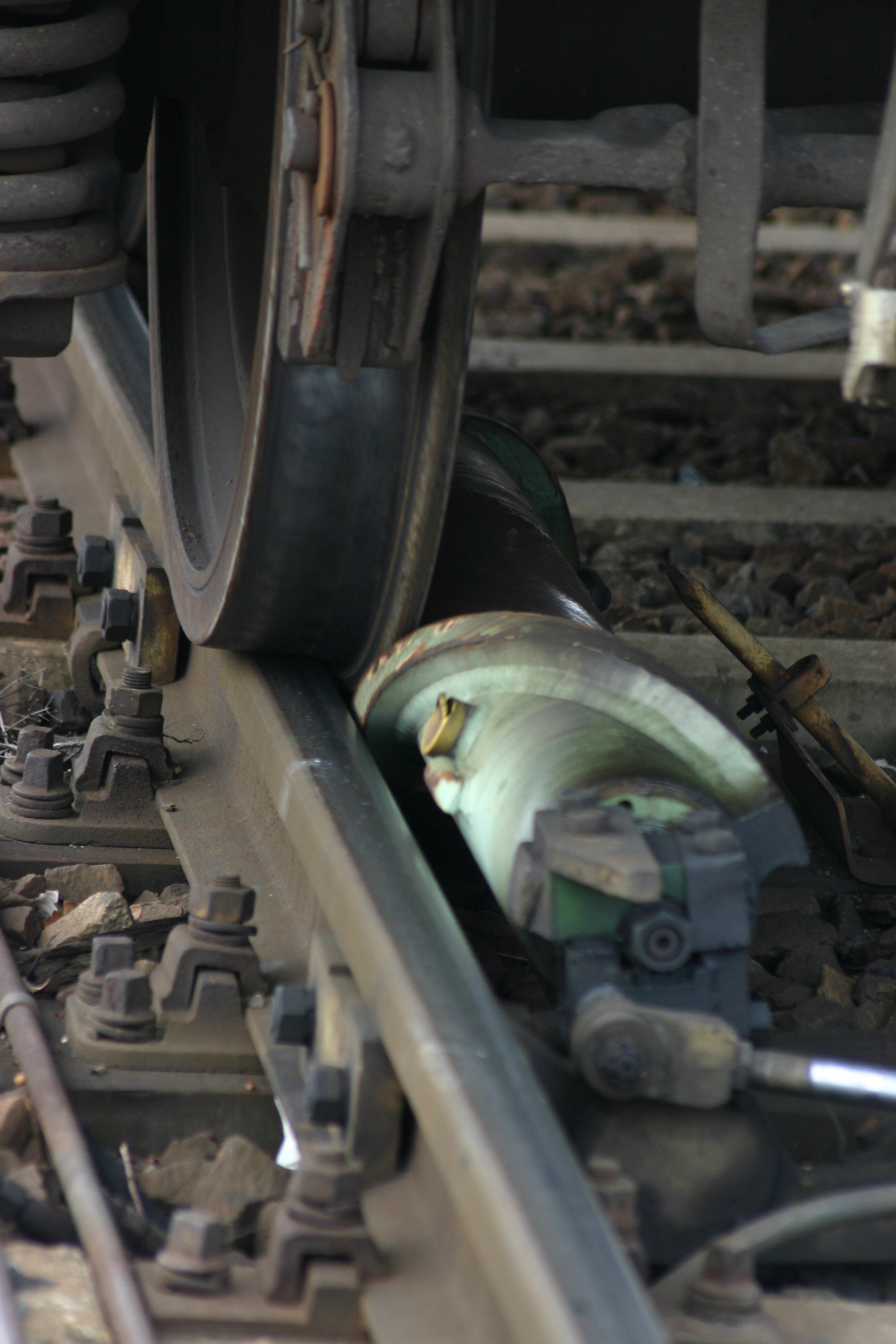
Schraubengleisbremse

Sie werden zweckmäßig in Gefällegüterbahnhöfen eingebaut.
Schraubengleisbremsen sind Zylinder mit innenliegender hydraulischer Bremseinrichtung, die auf der Außenseite mit einer schraubenförmigen Wulst versehen sind. In Bremsstellung werden sie so an die Fahrkante der Schienen angelegt, dass die Spurkränze darüber laufender Radsätze den Zylinder drehen. Die hydraulische Bremseinrichtung erzeugt umso höhere Bremskräfte, je schneller das Fahrzeug rollt. Langsam laufende Wagen werden wenig bis gar nicht gebremst. Schraubengleisbremsen werden als Richtungsgleisbremsen eingesetzt, für Triebfahrzeugfahrten oder bei Schlechtläufern lassen sie sich abklappen und sind dann unwirksam.

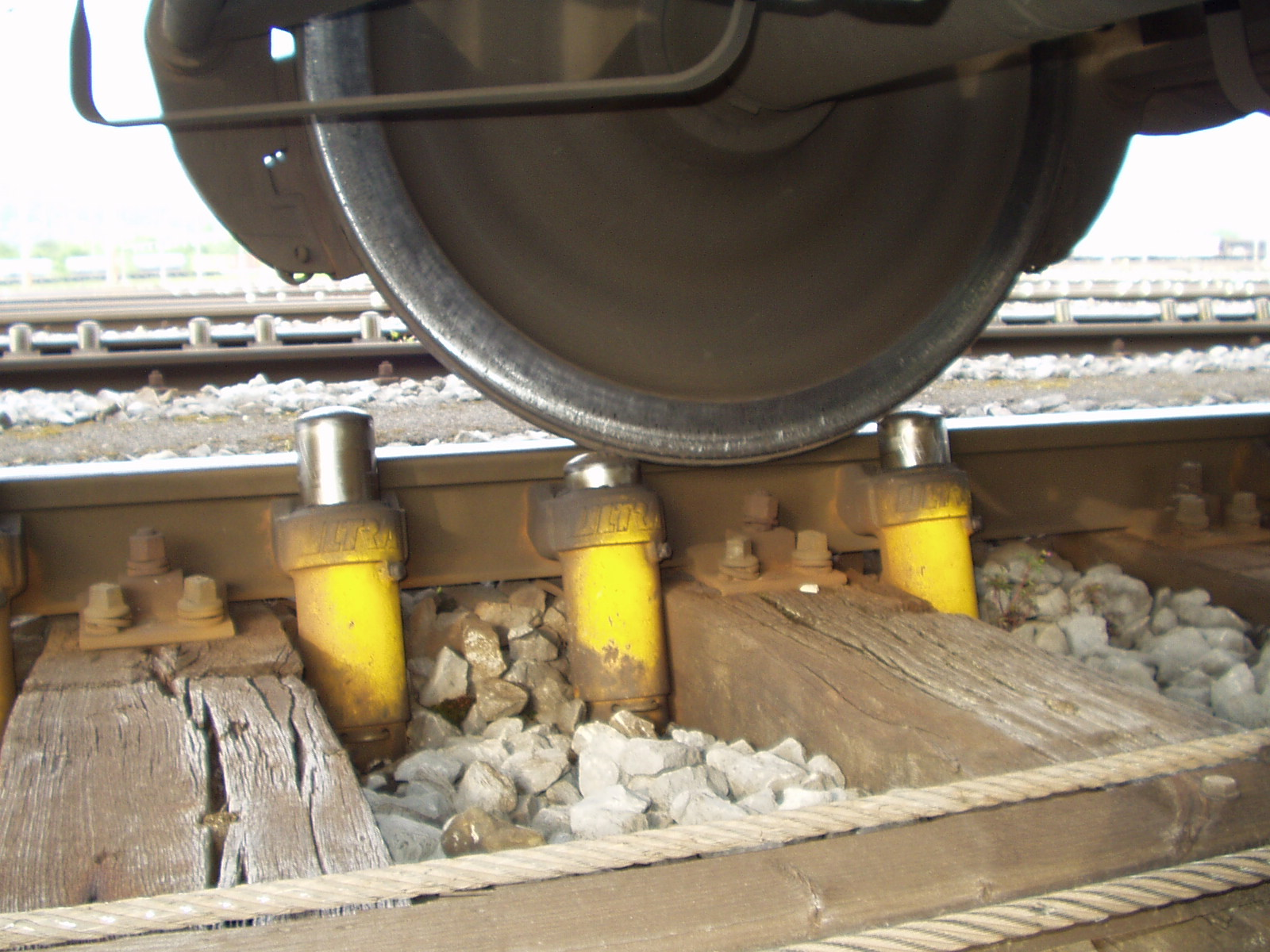
Dowty-Retarder mit Rad

Dowty-Retarder sind kolbenförmige Elemente, die beim Überfahren niedergedrückt werden und dadurch Energie absorbieren. Im Gegensatz zu den meisten anderen Gleisbremsen sind sie nicht ausschaltbar, sondern immer wirksam. Dowty-Retarder wirken geschwindigkeitsabhängig, bremsen also umso stärker, je schneller der sie überfahrende Wagen ist. Sie bremsen den Wagen auf eine einstellbare Beharrungsgeschwindigkeit, z. B. 1 m/s, ab. In der steuerbaren Variante als „Dowty-Booster“ können die ablaufenden Wagen je nach Bedarf nicht nur gebremst, sondern auch beschleunigt werden.
TKG-Bremsen, die Firma Thyssen Krupp entwickelte Gefälleausgleichbremsen mit Hydraulikkolben, diese können in Gruppen zu 5, 8 oder 16 Hydraulikkolben in Staffeln bei Schlechtläuferwagen weggeklappt werden bis der Wagen die Sollgeschwindigkeit wieder erreicht hat. Sie sind fähig die Geschwindigkeit zusteuern.

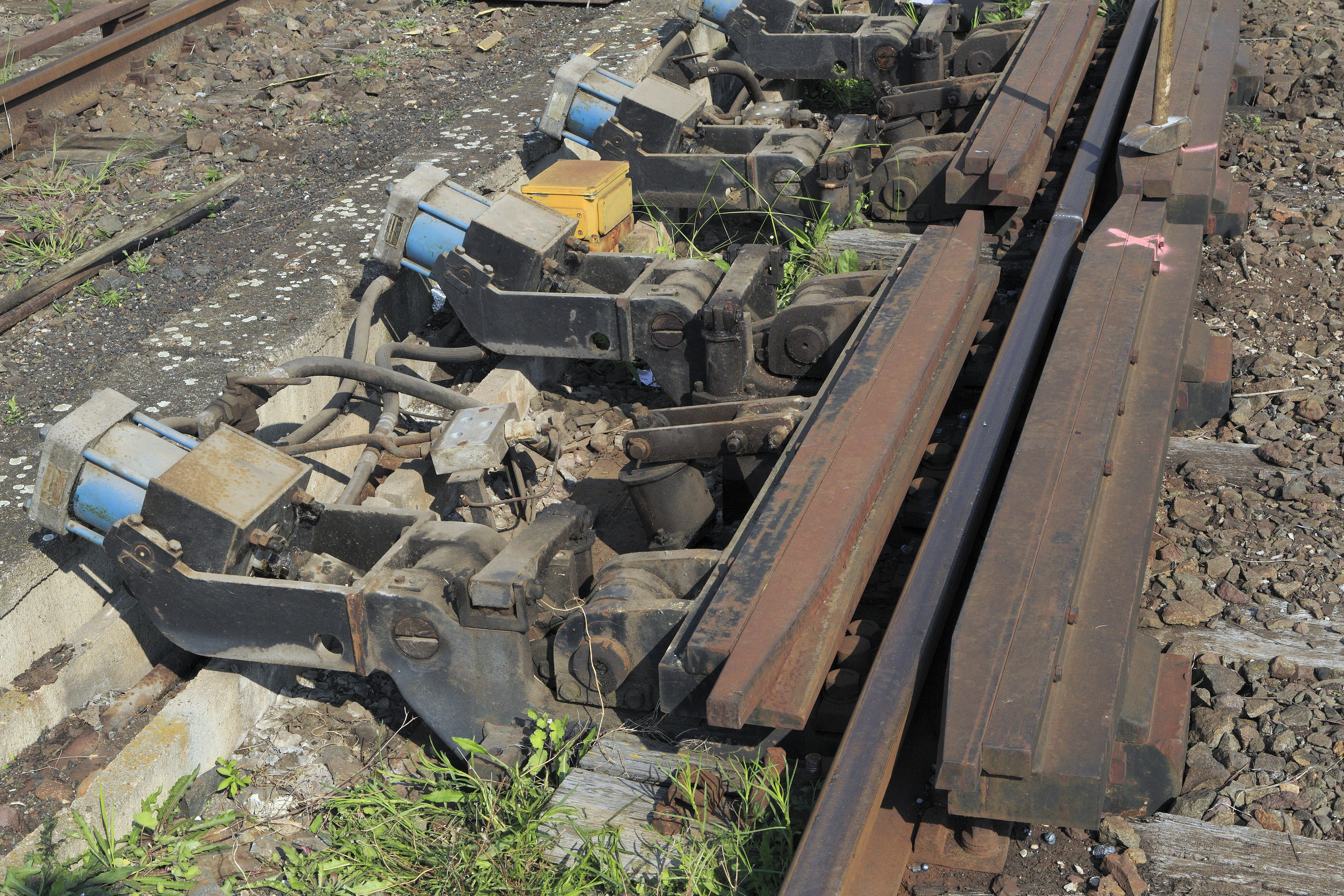
FEW-Dreikraftbremsenstaffel, geöffnet, ohne gelbfarbene GFK-Schutzhauben

Dreikraftbremsen, DKB Bauart FEW wurden in Gefällegleisen der Rbf bei der Deutschen Reichsbahn in den 70er, 80er Jahren eingebaut. Der Instandhaltungsbedarf der Oberbauverhältnisse im Bremsenbereich war zu hoch und aufwendig. Das Positive war, sie wurden von einer zentralen Luftversorgungsanlage gespeist und waren so umweltfreundlich, sie ließen sich in Gewässerschutzgebieten einbauen. Die DKB wurden in Staffelanordnung auch als Richtungsgleisbremsen eingesetzt.
Klappbarer Prellbock, zur Rangiertechnik des Haltens von Wagen in Gefällegleisen zählt auch der klappbare Prellbock. Klappbare Prellböcke dienen in Ablaufanlagen dem Abschluss der Richtungsgleise, dass Wagengruppen gehalten werden und nicht nach Rangierstößen in den folgenden Weichenbereich weiterlaufen. Es werden einklappbare oder versenkbare Prellböcke verwendet. Damit kann auf die Sicherung des Wagensäule durch Hemmschuhe verzichtet werden.

## Effiziente Rangiersysteme mit Gleisbremsen und Förderanlagen
Die höchste Effizienz der Entwicklung der Rangiertechnik in den letzten 20 Jahren wurde auf einem neu erbauten Rangierbahnhof in Russland erreicht. Auf dem von 2013 bis 2017 gebauten Bahnhof Lužskaja-Sortirovočnaja mit 44 Richtungsgleisen gab es nahezu keine Anpassungen an vorhandene Anlagen. Er wurde nach neuestem Stand der Technik angelegt.